# Hanníbal (amic d'Adhèrbal)
Hanníbal (en púnic: 𐤇𐤍𐤁𐤏𐤋, ḥnbʿl; grec antic: Ἀννίβας, Annibas, llatí: Hannibal) va ser un general cartaginès que participà en el setge de Lilibèon (250 aC) durant la Primera Guerra Púnica.
Els cartaginesos el van elegir, com a oficial naval distingit i amic de l'almirall Adhèrbal, per dirigir la flota destinada a aixecar el setge de Lilibèon l'any 250 aC, que estava blocada pels romans per terra i mar. Va sortir de Cartago amb cinquanta vaixells i va arribar a les illes Eguses, on es va aturar a l'espera de vents favorables. A tota vela, va aconseguir arribar a Lilibèon abans que els romans poguessin reunir les seves naus per oposar-s'hi. Així va poder desembarcar deu mil homes i abundants provisions.
A continuació, va eludir per segona vegada la flota romana i va sortir cap a Drèpana, on es va trobar amb Adhèrbal. L'any següent (249 aC), Adhèrbal derrotaria el cònsol Publi Claudi Pulcre a la batalla de Drèpana, però no consta que Hanníbal participàs en aquesta batalla, encara que és molt probable.

Segons Orosi, aquest Hanníbal era fill d'Hamílcar, vencedor a la batalla de Terma. Altrament, també s'ha dit que podria ser el mateix Hanníbal que va lluitar a la Guerra dels Mercenaris. Cal no confondre'l amb Hanníbal el Rodi ni amb Hanníbal, fill d'Hanníbal Giscó, que també participaren en el setge de Lilibèon.